# エロマンガノゲンバ
『エロマンガノゲンバ』は、成人向け漫画家に対するインタビューを主題とした、稀見理都による2016年の書籍。

## 内容
28人の成人向け漫画家と1人のハガキ職人のインタビューが掲載されており、漫画家のキャリア、40年という業界の移り変わり、表現規制問題などが語られている。他に、甘詰留太による描き下ろし漫画と、成人向け漫画の年表、雑誌カタログも収録されている。
元々は2008年から2015年にかけて発行されてきた同人誌であり、「乳首残像」といった一部の記事は2017年の書籍『エロマンガ表現史』に収録されている。

## 対象者
- 森山塔
- 海野やよい
- ねぐら☆なお
- 河本ひろし
- 亜麻木硅
- しのざき嶺
- ちゃたろー
- ダーティ・松本
- 千之ナイフ
- 風船クラブ
- 伊駒一平
- うたたねひろゆき
- 田沼雄一郎
- 陽気婢
- 摩訶不思議
- ぢたま某
- 魔北葵
- 猫島礼
- がぁさん
- 江川広美
- 山咲梅太郎
- 田中ユタカ
- 島本晴海。
- 松山せいじ
- 駕籠真太郎
- 早見純
- 有馬啓太郎
- 三峯徹
- 甘詰留太

## 反応
ダ・ヴィンチの石塚就一は、本書で登場する漫画家たちの言葉は力強く、前向きであり、そのような作家たちから繰り出されるパンチラインに心を打たれる一冊であると評した。
『エロマンガベスト100+』を編集した氷上絢一は、インターネットラジオ「エロマンガ夜話」を始めるきっかけとなった作品に『エロマンガノゲンバ』を挙げている。